# Austrochaperina blumi
Austrochaperina blumi és una espècie de granota que viu a Papua Nova Guinea.